# Kıyıköy, Vize
Kıyıköy là một thị trấn thuộc huyện Vize, tỉnh Kırklareli, Thổ Nhĩ Kỳ. Dân số thời điểm năm 2011 là 2.041 người.